# Katrin Suder

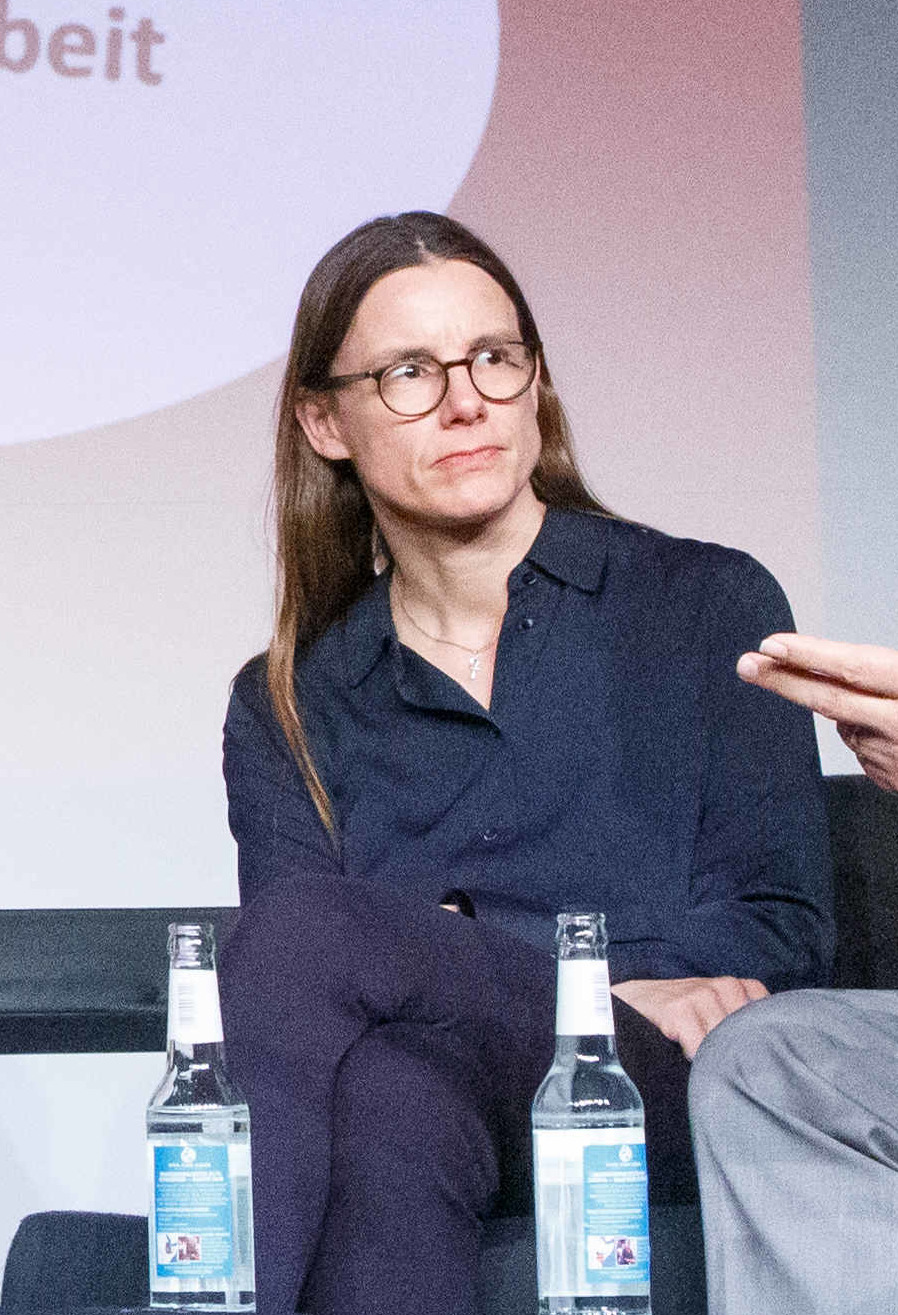
Katrin Suder, 2019

Katrin Suder (* 27. September 1971 in Mainz) ist eine deutsche Unternehmensberaterin und seit Mai 2025 Aufsichtsratsvorsitzende der Deutsche Post AG. Sie war von 2014 bis 2018 beamtete Staatssekretärin im Bundesministerium der Verteidigung.

## Leben
Katrin Suder studierte Physik an der RWTH Aachen. 2000 wurde sie in Neuroinformatik an der Ruhr-Universität Bochum promoviert. Dort erwarb Suder auch einen Bachelor in Theater- und Sprachwissenschaften. Sie war Stipendiatin der Studienstiftung des deutschen Volkes.
Ab 2000 arbeitete Suder für die Unternehmensberatung McKinsey und übernahm 2007 das Berliner Büro der Firma. Sie machte Karriere als Beraterin der deutschen und internationalen IT-Industrie und wurde 2010 Direktorin bei McKinsey, wo sie sich unter anderem mit Diversity Management befasste. Von 2009 bis 2014 verantwortete sie die Aktivitäten der Firma im öffentlichen Sektor. Suder arbeitete einige Jahre als Managerin an der Schnittstelle zwischen Verwaltung und Privatwirtschaft, so leitete sie für die Bundesagentur für Arbeit Reformprojekte, für das Land Berlin erarbeitete sie eine Konzeption zur Verbesserung der Gründungskultur. Bei McKinsey setzte sie sich für einen aufgeschlossenen Umgang mit unterschiedlicher sexueller Orientierung (LGBT Diversity Management) ein.
Suder hat drei Kinder und war zeitweise alleinerziehend. Anfang März 2017 ließen sie und ihre Partnerin, die ehemalige Fußballtorhüterin und -funktionärin Katja Kraus, eine Lebenspartnerschaft eintragen. Sie leben mit den drei Kindern, die sie gemeinsam aufziehen, in Hamburg.
Ehrenamtlich ist sie für die Kinderrechtsorganisation Save the Children aktiv. Bis 2015 engagierte sie sich für den Verein Lesbenfrühling e. V.

## Privatwirtschaft
2015 wurde sie Mitglied des Kuratoriums der Hertie School.
Nach ihrem Ausscheiden als Staatssekretärin aus dem Bundesministerium der Verteidigung übernahm Suder diverse Posten in Vorständen und Aufsichtsräten in der freien Wirtschaft. So ist sie seit dem 1. November 2018 als Senior Fellow an der Hertie School tätig, seit August 2019 ist sie Mitglied des Aufsichtsrats von Cloudflare, seit Sommer 2022 ist Suder Senior Advisor beim PR-Unternehmen FGS Global und am 4. Mai 2023 wurde sie in den Aufsichtsrat der DHL Group gewählt. Am 2. Mai 2025 übernahm sie den Vorsitz des Aufsichtsrats. Seit Juli 2025 gehört sie dem Deutschen Corporate Governance Kodex an.
Ab Mai 2021 sollte sie zudem das neu geschaffene IT-Ressort im Vorstand des Volkswagen-Konzerns leiten, wurde aber vom Aufsichtsrat abgelehnt. Anfang 2022 veröffentlichte der Campus-Verlag Das geopolitische Risiko, Unternehmen in der neuen Weltordnung, welches sie zusammen mit Jan Kallmorgen verfasst hat.

## Politik
Suder wurde am 1. August 2014 als beamtete Staatssekretärin im Bundesministerium der Verteidigung vereidigt mit der Aufgabe, den Rüstungsbereich zu reformieren. Sie trat damit die Nachfolge von Stéphane Beemelmans an, der im Februar 2014 in den einstweiligen Ruhestand versetzt worden war. Direkt unterstellt waren ihr die Abteilungen Ausrüstung und Cyber/Informationstechnik; in ihre Zuständigkeit fielen außerdem Angelegenheiten der Abteilung Planung. Mit ihr wechselte im September 2014 Gundbert Scherf von McKinsey ins Bundesverteidigungsministerium. Er vertrat sie vorübergehend während ihrer Babypause, verließ das Ministerium aber bereits zwei Jahre später wieder.
Suder wurde im Mai 2015 von der Russischen Föderation mit einem Einreiseverbot belegt. Ihr Name stand auf einer Liste mit Namen von 89 EU-Politikern; das Verbot war nach russischen Angaben eine Reaktion auf Sanktionsmaßnahmen gegen Russland. Vom 11. bis 14. Juni 2015 nahm sie an der 63. Bilderberg-Konferenz in Telfs-Buchen in Österreich teil. 2017 erhielt sie vom damaligen französischen Verteidigungsminister Le Drian den Ritterorden der französischen Ehrenlegion.
Auf eigenen Wunsch schied sie im April 2018 aus dem Amt der Staatssekretärin aus. Zur Verabschiedung verlieh ihr Ministerin von der Leyen das Ehrenkreuz der Bundeswehr in Gold. Im August 2018 trat Suder den Vorsitz des neu gegründeten zehnköpfigen Digitalrats der deutschen Bundesregierung an.

## Sogenannte Berateraffäre des Bundesministeriums der Verteidigung
Beobachter sehen in Suder eine Schlüsselfigur der sogenannten Berateraffäre des Bundesministeriums der Verteidigung, bei der es um die Vergabe hochdotierter Verträge an externe Berater unter Nichtachtung geltender Vergabekriterien ging. Von Mitarbeitern und Kollegen wird Katrin Suder als besonders fähige Führungsperson beschrieben, die jedoch mangelndes Verständnis für den Beamtenapparat aufwies.
Bei ihrer Vernehmung zur Berateraffäre im Verteidigungsministerium vor dem 1. Untersuchungsausschuss des Verteidigungsausschusses der 19. Wahlperiode des Deutschen Bundestages am 30. Januar 2020 wies sie alle Vorwürfe gegen sich zurück; vielfach verwies sie dabei auf Erinnerungslücken. Auch wollte sie während ihrer vier Jahre im Ministerium in die Auswahl von bestimmten Beratern, zum Teil durchaus persönlich gute Bekannte und Freunde, oder Unternehmen wie Accenture oder eben McKinsey in keinem Fall involviert gewesen sein, „dafür sei das Ministerium verantwortlich gewesen“. „Auffällig ist, dass Frau Suder sich nur an Details erinnert, die sie nicht belasten“, sagte hierzu Siemtje Möller von der SPD.
Nach Ende des Untersuchungsausschusses schrieben FDP, Linke und Grüne in einem Sondervotum über Suder: „Die gebotene Distanz zu ehemaligen Weggefährten hielt sie nicht ein.“ Der Verdacht eines Buddy-Systems wurde als naheliegend bezeichnet, aber Beweise fehlten.

## Schriften
- State dependent information processing in the early visual system. Aachen: Shaker 2000 (Bochum, Univ., Diss., 2000)
- Katrin Suder, Jan F. Kallmorgen: Das geopolitische Risiko – Unternehmen in der neuen Weltordnung. Campus, Frankfurt 2022, ISBN 978-3-593-51558-8.